# لیپنیتسا (لوزنیتسا)
لیپنیتسا (به صربی: Lipnica) یک منطقهٔ مسکونی در صربستان است که در لوزنیسا واقع شده‌است. لیپنیتسا ۹۷۴ نفر جمعیت دارد.